# Gente di Cartoonia
Gente di cartoonia è un album del gruppo musicale italiano Raggi Fotonici, pubblicato nel 2007.

## Descrizione
Il disco è stato pubblicato dall'etichetta Teorema.

## Tracce
1. Gente di Cartoonia
2. Gigi la trottola (sportivamente in duetto con la vera voce di Gigi)
3. Hello Kitty
4. Lamù (con l'amorosa partecipazione della voce originale di Lamù)
5. Indosso maschere
6. L'Uomo Tigre (perfidamente in duetto con la voce originale di Mister X)
7. Fotonik Medley (Superdoll Rikachan, Guru Guru, Hello Kitty e il teatrino delle favole)
8. L33T
9. Pollon (in duetto con l'inimitabile voce di Eros)
10. Iscandar
11. Ufo Robot Super Medley (in un cosmico duetto con la voce originale di Actarus, Raggi Fotonici feat. Coro "Note…volmente")
12. L33T

## Formazione
- Capitan Fotonik "alias" Mirko Fabbreschi - voce e cori
- Ice Woman "alias" Laura Salamone - tastiere e cori
- Music Man "Alias" Dario Sgrò - chitarra